# Eugen Cicero
Eugen Cicero, geboren als Eugen Ciceu (Cluj-Napoca, 27 juni 1940 – Zürich, 5 december 1997), was een Roemeense klassiek opgeleide jazzpianist. Hij werd bekend om zijn jazzinterpretaties en arrangementen van barok, klassiek en romantisch werk. Zijn interpretaties van jazzstandards bevatten vaak muzikale citaten uit klassieke werken. Hij speelde elk stuk als een improvisatie en dus was geen enkele uitvoering identiek aan een ander, blijkend uit meer dan 70 opnames op geluidsdragers. In 1976 ontving hij de Duitse Record Award voor zijn composities van Franz Schubert.

## Biografie
Eugen Cicero begon op 4-jarige leeftijd met piano spelen en op 6-jarige leeftijd gaf hij een pianoconcert van Mozart met het Cluj Symphony Orchestra. Zijn ouders, de vader Teodor Ciceu was een orthodoxe priester en zijn moeder Livia, van Hongaarse afkomst en een professionele koorzangeres, ondersteunden zijn muzikale opleiding. Op 11-jarige leeftijd kreeg hij lessen van Aurelia Cionca, een van de beroemdste pianisten in Roemenië. Er volgden lessen bij Ana Pittiș. Hij studeerde later aan de muziekacademie in Boekarest, maar werd om politieke redenen uit communistisch Roemenië verbannen. Hij werd twee jaar later weer opgenomen (periode van politieke dooi in communistisch Roemenië) en in 1962 werd hij universitair docent muziek.
Begin jaren 1960 bracht een concerttournee met een sextet hem naar Oost-Berlijn. Nadat de muzikanten een dagvisum voor West-Berlijn ontvingen van de Roemeense ambassade, kwamen ze van daar nooit meer terug. De meeste muzikanten van de band gingen naar Noord-Amerika, Cicero verbleef in Duitsland. Drummer Charly Antolini verwees hem naar SABA/MPS, waar de twee zeven platen opnamen in de jaren die volgden. Vanuit West-Berlijn ging hij naar West-Duitsland en Zwitserland, waar hij zijn toekomstige vrouw, de danseres Lili Cziczeo ontmoette. In 1965 nam hij de lp Rococo-Jazz op, waarvan wereldwijd meer dan een miljoen exemplaren werd verkocht.
In 1966 keerde hij terug naar Berlijn en bracht hij een aanzienlijk deel van zijn leven hier door. Van 1965 tot 1971 speelde hij met het RIAS Tanzorchester, later met de SFB Big Band van Paul Kuhn, met de Münchner Philharmoniker, de arrangeur en bigband-leider Peter Herbolzheimer en vele andere grote namen in de jazz. In 1970 werd zijn zoon Roger Cicero geboren, die tot zijn dood in maart 2016 ook een bekende jazzmuzikant was. In 1980 scheidde hij van Lili Cziczeo. In 1982 verhuisde hij naar Zwitserland en werd vader van een dochter. Hij trad vaak op in Japan en nam daar een aantal opnamen op.

## Muziek en persoonlijkheid
Hij was erg populair bij veel van zijn collega's vanwege zijn vrijgevigheid. Hij deelde zijn inkomsten vaak met minder financieel succesvolle muziekcollega's. De pers en de promotie van zijn platenmaatschappij beschrijven zijn muziek als een mix van jazz en klassiek. Cicero wist de klassieke elementen naadloos in zijn spel op te nemen. Hij kon op elk gewenst moment overschakelen van drieledige Amerikaanse naar klassieke barokstijl, zonder de boog te verliezen of de stijl te breken. Een voorbeeld van zijn improvisatiekunst is zijn fantasierijke interpretatie van Mozarts variaties op het kinderlied Ah vous dirai je Maman.
Hij trad vaak op als solist. Het technische verschil tussen de rechter- en linkerhand werd volledig geëlimineerd, vergelijkbaar met Art Tatum en Oscar Peterson. Cicero speelde het liefst met andere muzikanten. De 'Cicero Run' is bekend, een reeks van zeer snel chromatisch vallende kleine derden, die slechts met één hand worden gespeeld, meestal de rechterhand, en die Cicero vaak gebruikte als een verbindend element of kleurenpatroon tussen twee thema's. Eugen Cicero kreeg af en toe kritiek vanwege zijn tijdelijke nabijheid tot zogenaamde undergroundmuziek, vergelijkbaar met James Last, Paul Kuhn en Erwin Lehn. Cicero was een pionier van crossover, lang voordat deze term in de muziektheorie kwam.

## Overlijden
Eugen Cicero overleed in december 1997 op 57-jarige leeftijd aan de gevolgen van een herseninfarct.

## Discografie
- 1965: Rokoko-Jazz, met Peter Witte (bas) en Charly Antolini (drums)
- 1965: Cicero's Chopin
- 1965: In Town
- 1965: Klavierspielereien
- 1966: Swinging Tshaikovsky
- 1967: Plays Liszt
- 1968: Eugen Cicero Quintett
- 19??: The One and Only
- 19??: Und Jetzt Spielt Cicero
- 1970: Balkan Rhapsodie
- 1970: Marching the Classics
- 1972: My Lyrics in Tokyo
- 1972: Live at the Berlin Philharmonie
- 1973: Gerling-Konzert 1
- 1973: Cicero in London
- 1973: Cicero's Chopin Festival
- 1973: Swinging Classics (dubbel-lp, een keer Liszt, een keer Tschaikowsky)
- 1975: Cicero Plays Schubert, met het Württembergisches Kammerorchester Heilbronn o.l.v. Jörg Faerber (Deutscher Schallplattenpreis)
- 1976: Starportrait
- 1976: Cicero's Concerto
- 1976: Eugen Cicero – Piano Solo
- 1977: For My Friends
- 1977: In Concert
- 1978: Live in Berlin
- 1978: SoloPiano, Live-concert
- 19??: INTERMEZZO & SWING & ROMANCE, Eugen Cicero & HMM Studio Orchestra
- 1979: Balladen
- 1979: Musik der Generationen, Privé-uitgave van het Gerling-concern
- 1979: Nice to Meet You
- 1983: Spring Song
- 1983: Der Klassik neue Kleider
- 1983: Türkischer Marsch
- 1984: Don't Stop My Dreams
- 1985: Jazz Bach
- 1985: A Love’s Dream
- 1986: Berlin Reunion
- 1987: Rokoko Jazz II
- 1987: Klassik modern
- 1988: A Touch of Love
- 1988: Whisper from Eternity, tot dusver niet in Duitsland uitgebracht
- 1989: Humoresque in Budapest
- 1991: Handmade
- 1993: The Last Scene
- 1993: Maritim in Music, als advertentiemiddel voor de Maritim-Hotels opgenomen
- 1993: Plays Gershwin
- 1993: Easy Listening Lounge
- 1993: Traumnoten
- 1993: Eugen Ciceu – Cicero Jazz
- 1995: Lullabies
- 1996: Swinging Piano Classics, 13. Dezember 1996, Liveconcert uit Überlingen met Decebal Badila aan de bas
- 2002: Piano Dreams, (opnieuw uitgebracht als A Love's Dream) met de Münchener Philharmonikern

- Biblioteca Nacional de España: XX888368
- Bibliothèque nationale de France: cb14164693k (data)
- Gemeinsame Normdatei: 13434734X
- International Standard Name Identifier: 0000 0001 1873 7308
- Library of Congress Control Number: n78044745
- Nationale Bibliotheek van Letland: 000252359
- MusicBrainz: 86e2f349-3a2d-42ef-9511-5abf76b7a785
- Nationale Bibliotheek van Tsjechië: xx0086935
- Nationale Bibliotheek van Israël: 987009960719005171
- Nederlandse Thesaurus van Auteursnamen: 074340123
- Virtual International Authority File: 20943143
- WorldCat: E39PBJxmyCTQdG9Fp9HqyJBtrq